# Aginskoje
Aginskoje (rusky Агинское) je sídlo městského typu v Zabajkalském kraji v Ruské federaci. Leží v údolí řeky Aga (přítok Onon golu, povodí Amuru) v Aginské stepi. Žije zde 13 879 lidí (sčítání 2008), v roce 1989 to bylo 9286 obyvatel, 7200 v roce 1967. Aginskoje nemá status města - správně se jedná o „Posjolok“ (Посёлок – sídlo).
Aginskoje bylo založeno v roce 1811, ale již v roce 1781 zde sídlili v rámci svého polonomádského života Burjaté.